# Klaus Porbadnik

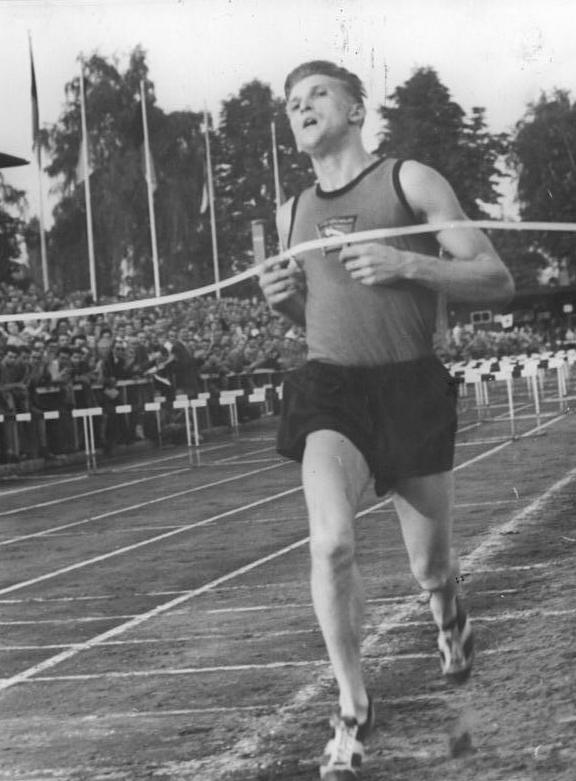
Klaus Porbadnik wird 1955 DDR-Meister im 10.000-Meter-Lauf

Klaus Porbadnik (* 24. Juni 1930 in Hohenstein) ist ein ehemaliger deutscher Leichtathlet aus der Deutschen Demokratischen Republik (DDR), der 1956 an den Olympischen Spielen teilnahm.
Porbadnik kam 1945 aus Ostpreußen nach Halberstadt, er begann seine Laufbahn bei Lok Halberstadt, später lief er für den SC Lok Leipzig. Porbadnik war 1954 hinter Günter Havenstein Zweiter bei den DDR-Meisterschaften im 5000-Meter-Lauf. 1955 siegte Porbadnik über 10.000 Meter vor Heinrich Braun und gewann seinen einzigen DDR-Meistertitel. 1956 belegte Porbadnik dann über 10.000 Meter wieder hinter Havenstein den zweiten Platz. Zu den Olympischen Spielen 1956 entsandten die beiden deutschen Staaten eine gemeinsame Mannschaft. Über 10.000 Meter qualifizierte sich aus der DDR nur Porbadnik, aus Westdeutschland kamen Herbert Schade und Walter Konrad hinzu. Schade belegte den neunten Platz, Konrad Platz 13 und Porbadnik Platz 17. Zum Marathonlauf traten drei DDR-Läufer an, Lothar Beckert erreichte Platz 19, Kurt Hartung Platz 28 und Klaus Porbadnik gab auf. Porbadnik wurde 1957 und 1959 DDR-Vizemeister im Waldlauf, 1958 und 1959 wurde er jeweils Dritter im 3000-Meter-Hindernislauf.
Klaus Porbadnik stellte auch mehrere DDR-Rekorde auf:
- Im 5000-Meter-Lauf verbesserte Porbadnik am 15. Mai 1955 den Rekord von Heinrich Braun auf 14:35,4 min, eine Woche später steigerte Gerhard Hönicke den Rekord. Seine persönliche Bestleistung von 14:09,6 min stellte er 1956 in Kopenhagen auf.
- Im 10.000-Meter-Lauf verbesserte Porbadnik 1955 und 1956 dreimal den DDR-Rekord, zuletzt auf 29:37,6 min am 10. Oktober 1956 in Leipzig. Diese persönliche Bestzeit wurde als DDR-Rekord ein Jahr später von Friedrich Janke unterboten.
- Vier Tage nach seinem 10.000-Meter-Rekord übte sich Porbadnik im Hinblick auf den Olympiamarathon in einem Tempolauf in Plauen, in dessen Verlauf er mit 19.091 Metern einen Stundenrekord, in 1:02:55,4 h einen Rekord über 20 Kilometer und in 1:19:44 h einen Rekord über 25 Kilometer aufstellte.

1958 heiratete er die Mittelstreckenläuferin Anneliese Kloas.